# Equimanthorn (Band)
Equimanthorn ist ein ehemals US-amerikanisches und inzwischen multinationales experimentelles Dark-Ambient-/Ritual-Industrial-Projekt.

## Geschichte
Das Projekt wurde 1992 von Mitgliedern der texanischen Band Absu gegründet. Im gleichen Jahr entstand ihre erste Kassette Entrance to the Ancient Flame, für die nicht geprobt wurde, Musik und Texte wurden stattdessen improvisiert. Es folgten die Kassette An Evening of Blasphemous Moon Worship und im Dezember 1992 der erste Live-Auftritt von Equimanthorn. Für die 1994 veröffentlichte CD/Picture-LP Nindinugga Nimshimshargal Enlillara wurden die Texte im Vorfeld geschrieben; an diesen wirkte auch Vorskaath Necroslaughter von der griechischen Band Zemial mit, der ein volles Mitglied des Projekts geworden war. Während ihres Bestehens wirkten auch weitere Musiker mit okkulten Interessen am Projekt mit, die auch in anderen Bands und Projekten wie The Soil Bleeds Black, Melechesh, Eldar, Blutleuchte und Black Seas of Infinity spielen.

## Stil
Das Projekt überschreitet nach eigener Ansicht die Grenzen einer Kategorie für ihre Form von okkulter Ambient-Musik. Seine stilistischen Elemente beschreibt es als ritualistisch, mysteriös, exquisit und gespenstisch und das Ergebnis als den „ultimaten Soundtrack“ für sumerische Fabeln. Nach eigenem Bekunden drückt das Projekt durch experimentelle und dröhnende zeremonielle Darbietungen seelischen Schmerz und trügerische Lust aus. Die Texte der ersten Kassette handeln von spirituellen Invokationen, seelischem Schmerz, Hass und Mondverehrung. Auch den Auftritt im Dezember 1992 beschrieb Equitant als „eine Nacht neuheidnischer Mondverehrung“. Equitant bekundete gegenüber dem Horns, keine Götter oder ähnlichen Wesen zu verehren, nur sich selbst, die Erde und den Mond.

## Diskografie
- 1992: Entrance to the Ancient Flame (MC, Ishnigarrab Recordings)
- 1992: An Evening of Blasphemous Moon Worship (MC, Ishnigarrab Recordings)
- 1994: Nindinugga Nimshimshargal Enlillara (CD/Picture-LP, Unisound Records Int.)
- 1999: Lectionum Antiquarum (CD, Unisound Records Int.)
- 2004: Second Sephira Cella (CD, From Beyond Productions)
- 2007: Exalted are the 7 Throne Bearers of Ninnkigal (CD, From Beyond Productions)